# إحصائيات وأرقام النادي الإفريقي
يعرض هذا المقال إحصائيات وأرقام النادي الإفريقي و هو فريق كرة قدم تونسي تأسس سنة 1920

## إحصائيات المشاركات

### ألقاب النادي
| المستوى الوطني | المستوى الإقليمي | المستوى الدولي |
| --- | --- | --- |
| - بطولة تونس (13) ★ - الفوز بالبطولة: 1947، 1948، 1964، 1967، 1973، 1974، 1979، 1980، 1990، 1992، 1996، 2008، 2015 - وصيف بطل تونس : 1965، 1968، 1969، 1970، 1971، 1972، 1975، 1977، 1978، 1981، 1982، 1983، 1985، 1987، 1989، 1991، 1998، 2007، 2009، 2010 - كأس تونس لكرة القدم (12) - الفوز بالكأس : 1965، 1967، 1968، 1969، 1970، 1972، 1973، 1976، 1992، 1998، 2000، 2017 - وصيف صاحب الكأس : 1956، 1963، 1974، 1980، 1982، 1985، 1986، 1988، 1989، 1999، 2003، 2006، 2016 - كأس السوبر التونسي (3) - الفوز: 1968، 1970، 1979. | - الكأس المغاربية للأندية البطلة (3) - الفوز: 1973، 1974، 1975 - الكأس المغاربية للأندية الفائزة بالكؤوس (1) - الفوز: 1970 - الوصيف: 1971، 1972 - البطولة العربية للأندية الفائزة بالكؤوس (1) - الفوز: 1995 - دوري أبطال العرب (1) - الفوز: 1997 - الوصيف: 1988، 2003 - كأس شمال أفريقيا للأندية البطلة (2) - الفوز: 2009، 2010 | - رابطة الأبطال الإفريقية (1) - الفوز: 1991 - الكأس الأفروآسيوية (1) - الفوز: 1992 - كأس الكؤوس الأفريقية (0) - الوصيف : 1990، 1999 - كأس الاتحاد الكونفدرالي الأفريقي لكرة القدم (0) - الوصيف : 2011 |

## المشاركات المحلية
في نهاية موسم 2016-2017 ، قام النادي الإفريقي بجمع 80 مشاركة في بطولة الدوري التونسي، بما في ذلك 62 مشاركة بعد الاستقلال. هو أول قسم أول شامل في جميع المواسم وهو الوحيد الذي يستمر في التطور بسلاسة.
| البطولة                                                     | مواسم | الألقاب | لعب   | ربح | عدل | خسر | له    | عليه  | الفارق |
| ----------------------------------------------------------- | ----- | ------- | ----- | --- | --- | --- | ----- | ----- | ------ |
| البطولة التونسية 1937-1955 (قبل الإستقلال)                  | 18    | 2       | ?     | ?   | ?   | ?   | ?     | ?     | ?      |
| البطولة التونسية 1955-2017 (بعد الإستقلال)                  | 62    | 11      | 1٬556 | 768 | 500 | 288 | 2٬187 | 1٬168 | +1019  |
| البطولة التونسية (الدرجة الثانية) 1920-1937 (قبل الإستقلال) | 16    | ?       | ?     | ?   | ?   | ?   | ?     | ?     | ?      |

## المشاركات الأفريقية
| البطولة                      | مشاركات | لعب | ربح | عدل | خسر | لـه | عليه | الألــــقـــاب     |
| ---------------------------- | ------- | --- | --- | --- | --- | --- | ---- | ------------------ |
| دوري أبطال أفريقيا           | 9       | 54  | 26  | 13  | 15  | 84  | 51   | البطل (1991)       |
| كأس الكؤوس الأفريقية         | 4       | 32  | 16  | 7   | 9   | 46  | 26   | الوصيف (1990-1999) |
| كأس الكونفيدرالية الأفريقية  | 6       | 50  | 26  | 12  | 12  | 71  | 39   | الوصيف (2011)      |
| كأس الاتحاد الأفريقي للأندية | 1       | 8   | 4   | 3   | 1   | 15  | 9    | نصف نهائي (2003)   |
| المجموع                      | 20      | 144 | 72  | 35  | 37  | 216 | 125  | بطولة واحدة        |

### دوري أبطال أفريقيا

#### كأس أفريقيا للأندية البطلة 1991
كأس أفريقيا للأندية البطلة 1991 - البطل
| الدور                | فريق 1                     | النتيجة | فريق 2                     |
| -------------------- | -------------------------- | ------- | -------------------------- |
| الدور الأول - ذهاب   | النادي الإفريقي            | 5 - 1   | نادي أتلانتيك لأسماك القرش |
| الدور الأول - إياب   | نادي أتلانتيك لأسماك القرش | 1 - 2   | النادي الإفريقي            |
| الثمن النهائي - ذهاب | النادي الإفريقي            | 2 - 0   | نادي دجوليبا               |
| الثمن النهائي - إياب | نادي دجوليبا               | 0 - 0   | النادي الإفريقي            |
| الربع النهائي - ذهاب | النادي الإفريقي            | 2 - 0   | نادي الوداد البيضاوي       |
| الربع النهائي - إياب | نادي الوداد البيضاوي       | 1 - 0   | النادي الإفريقي            |
| النصف النهائي - ذهاب | النادي الإفريقي            | 3 - 0   | نادي نيكانا                |
| النصف النهائي - إياب | نادي نيكانا                | 4 - 1   | النادي الإفريقي            |
| النهائي - ذهاب       | النادي الإفريقي            | 6 - 2   | نادي ناكيفوبو فيلا         |
| النهائي - إياب       | نادي ناكيفوبو فيلا         | 1 - 1   | النادي الإفريقي            |

#### كأس أفريقيا للأندية البطلة 1992
كأس أفريقيا للأندية البطلة 1992 - الربع النهائي
| الدور                | فريق 1                 | النتيجة | فريق 2                 |
| -------------------- | ---------------------- | ------- | ---------------------- |
| الدور الأول - ذهاب   | سبورتينغ كلوب دا برايا | 0 - 0   | النادي الإفريقي        |
| الدور الأول - إياب   | النادي الإفريقي        | 3 - 1   | سبورتينغ كلوب دا برايا |
| الثمن النهائي - ذهاب | نادي بريميرو دي أغوستو | 2 - 0   | النادي الإفريقي        |
| الثمن النهائي - إياب | النادي الإفريقي        | 3 - 0   | نادي بريميرو دي أغوستو |
| الربع النهائي - ذهاب | النادي الإفريقي        | 3 - 3   | النادي الإسماعيلي      |
| الربع النهائي - إياب | النادي الإسماعيلي      | 3 - 1   | النادي الإفريقي        |

#### كأس أفريقيا للأندية البطلة 1993
كأس أفريقيا للأندية البطلة 1993 - الدور الأول
| الدور              | فريق 1          | النتيجة | فريق 2          |
| ------------------ | --------------- | ------- | --------------- |
| الدور الأول - ذهاب | جمعية سوغارا    | 1 - 0   | النادي الإفريقي |
| الدور الأول - إياب | النادي الإفريقي | 2 - 2   | جمعية سوغارا    |

#### دوري أبطال أفريقيا 1997
دوري أبطال أفريقيا 1997 - دور المجموعات
| الدور    | فريق 1             | النتيجة | فريق 2             |
| -------- | ------------------ | ------- | ------------------ |
| مباراة 1 | النادي الإفريقي    | 3 - 2   | نادي دجوليبا       |
| مباراة 2 | نادي دجوليبا       | 1 - 1   | النادي الإفريقي    |
| مباراة 3 | النادي الإفريقي    | 6 - 1   | شبيبة سانت بييرويس |
| مباراة 4 | شبيبة سانت بييرويس | 0 - 5   | النادي الإفريقي    |

#### دوري أبطال أفريقيا 2008
دوري أبطال أفريقيا 2008 - الثمن النهائي
| الدور                | فريق 1                      | النتيجة | فريق 2                      |
| -------------------- | --------------------------- | ------- | --------------------------- |
| الدور الأول - ذهاب   | جمعية سالوم                 | 1 - 2   | النادي الإفريقي             |
| الدور الأول - إياب   | النادي الإفريقي             | 1 - 0   | جمعية سالوم                 |
| الدور الثاني - ذهاب  | الرابطة الرياضية لنادي كوزه | 2 - 0   | النادي الإفريقي             |
| الدور الثاني - إياب  | النادي الإفريقي             | 4 - 0   | الرابطة الرياضية لنادي كوزه |
| الثمن النهائي - ذهاب | نادي إينييمبا               | 5 - 1   | النادي الإفريقي             |
| الثمن النهائي - إياب | النادي الإفريقي             | 2 - 1   | نادي إينييمبا               |

#### دوري أبطال أفريقيا 2009
دوري أبطال أفريقيا 2009 - الدور الثاني
| الدور               | فريق 1                  | النتيجة        | فريق 2                  |
| ------------------- | ----------------------- | -------------- | ----------------------- |
| الدور الأول - ذهاب  | النادي الإفريقي         | انسحاب المنافس | سبورتينغ كلوب دي بافاتا |
| الدور الأول - إياب  | سبورتينغ كلوب دي بافاتا | انسحاب المنافس | النادي الإفريقي         |
| الدور الثاني - ذهاب | النادي الإفريقي         | 1 - 2          | نادي دجوليبا            |
| الدور الثاني - إياب | نادي دجوليبا            | 0 - 1          | النادي الإفريقي         |

#### دوري أبطال أفريقيا 2010
دوري أبطال أفريقيا 2010 - الدور الثاني
| الدور               | فريق 1          | النتيجة | فريق 2          |
| ------------------- | --------------- | ------- | --------------- |
| الدور الأول - ذهاب  | نادي الساحل     | 2 - 1   | النادي الإفريقي |
| الدور الأول - إياب  | النادي الإفريقي | 1 - 0   | نادي الساحل     |
| الدور الثاني - ذهاب | النادي الإفريقي | 1 - 1   | شبيبة القبائل   |
| الدور الثاني - إياب | شبيبة القبائل   | 1 - 0   | النادي الإفريقي |

#### دوري أبطال أفريقيا 2011
دوري أبطال أفريقيا 2011 - الثمن النهائي
| الدور                | فريق 1                     | النتيجة | فريق 2                     |
| -------------------- | -------------------------- | ------- | -------------------------- |
| الدور الأول - ذهاب   | نادي الجيش الوطني الرواندي | 2 - 2   | النادي الإفريقي            |
| الدور الأول - إياب   | النادي الإفريقي            | 4 - 0   | نادي الجيش الوطني الرواندي |
| الدور الثاني - ذهاب  | النادي الإفريقي            | 4 - 2   | نادي الزمالك               |
| الدور الثاني - إياب  | نادي الزمالك               | 2 - 1   | النادي الإفريقي            |
| الثمن النهائي - ذهاب | نادي الهلال                | 1 - 0   | النادي الإفريقي            |
| الثمن النهائي - إياب | النادي الإفريقي            | 1 - 1   | نادي الهلال                |

#### دوري أبطال أفريقيا 2016
دوري أبطال أفريقيا 2016 - الدور الثاني
| الدور               | فريق 1          | النتيجة | فريق 2          |
| ------------------- | --------------- | ------- | --------------- |
| الدور الأول - ذهاب  | النادي الإفريقي | 2 - 0   | نادي تاندا      |
| الدور الأول - إياب  | نادي تاندا      | 0 - 0   | النادي الإفريقي |
| الدور الثاني - ذهاب | النادي الإفريقي | 1 - 0   | مولدية بجاية    |
| الدور الثاني - إياب | مولدية بجاية    | 2 - 0   | النادي الإفريقي |

### كأس الكونفيدرالية الأفريقية

#### كأس الكونفيدرالية الأفريقية 2004
كأس الكونفيدرالية الأفريقية 2004 - الدور الثاني
| الدور               | فريق 1                  | النتيجة | فريق 2                  |
| ------------------- | ----------------------- | ------- | ----------------------- |
| الدور الأول - ذهاب  | نادي واليدان لكرة القدم | 2 - 1   | النادي الإفريقي         |
| الدور الأول - إياب  | النادي الإفريقي         | 3 - 0   | نادي واليدان لكرة القدم |
| الدور الثاني - ذهاب | الجيش الملكي            | 0 - 0   | النادي الإفريقي         |
| الدور الثاني - إياب | النادي الإفريقي         | 1 - 1   | الجيش الملكي            |

#### كأس الكونفيدرالية الأفريقية 2008
كأس الكونفيدرالية الأفريقية 2008 - دور المجموعات
| الدور                 | فريق 1          | النتيجة       | فريق 2          |
| --------------------- | --------------- | ------------- | --------------- |
| الدور التمهيدي - ذهاب | النادي الإفريقي | 0 - 0         | نادي دجوليبا    |
| الدور التمهيدي - إياب | نادي دجوليبا    | 0 - 0 (3 - 5) | النادي الإفريقي |

| النادي                  | نقاط | لعب | ربح | عدل | خسر | له | عليه | الفارق |
| ----------------------- | ---- | --- | --- | --- | --- | -- | ---- | ------ |
| النادي الرياضي الصفاقسي | 13   | 6   | 4   | 1   | 1   | 11 | 6    | +5     |
| نادي حرس الحدود         | 10   | 6   | 3   | 1   | 2   | 10 | 6    | +4     |
| النادي الإفريقي         | 8    | 6   | 2   | 2   | 2   | 7  | 6    | +1     |
| إنتر كلوب               | 3    | 6   | 1   | 0   | 5   | 6  | 16   | -10    |

| 17 أوت 2008    | نادي حرس الحدود         | 2-1 | النادي الإفريقي         |
| 30 أوت 2008    | النادي الإفريقي         | 0–0 | النادي الرياضي الصفاقسي |
| 14 سبتمر 2008  | النادي الإفريقي         | 3–0 | إنتر كلوب               |
| 21 سبتمبر 2008 | إنتر كلوب               | 1-2 | النادي الإفريقي         |
| 5 أكتوبر 2008  | النادي الإفريقي         | 1-1 | نادي حرس الحدود         |
| 19 أكتوبر2008  | النادي الرياضي الصفاقسي | 2–0 | النادي الإفريقي         |

#### كأس الكونفيدرالية الأفريقية 2011
كأس الكونفيدرالية الأفريقية 2011 - الوصيف
| الدور                 | فريق 1          | النتيجة | فريق 2          |
| --------------------- | --------------- | ------- | --------------- |
| الدور التمهيدي - ذهاب | النادي الإفريقي | 3 - 0   | نادي سوفاباكا   |
| الدور التمهيدي - إياب | نادي سوفاباكا   | 3 - 1   | النادي الإفريقي |

| النادي          | نقاط | لعب | ربح | عدل | خسر | له | عليه | الفارق |
| --------------- | ---- | --- | --- | --- | --- | -- | ---- | ------ |
| النادي الإفريقي | 11   | 6   | 3   | 2   | 1   | 6  | 2    | +4     |
| إنتر كلوب       | 10   | 6   | 3   | 1   | 2   | 8  | 6    | +2     |
| أسيك ميموسا     | 7    | 6   | 2   | 1   | 3   | 5  | 6    | -1     |
| كادونا يونايتد  | 5    | 6   | 1   | 2   | 3   | 5  | 9    | -4     |

| 17 يوليو 2011  | أسيك ميموسا     | 1-1 | النادي الإفريقي |
| 31 يوليو 2011  | النادي الإفريقي | 0-0 | كادونا يونايتد  |
| 13 أوت 2011    | النادي الإفريقي | 2-0 | إنتر كلوب       |
| 28 أوت 2011    | إنتر كلوب       | 2-1 | النادي الإفريقي |
| 11 سبتمبر 2001 | النادي الإفريقي | 1-0 | أسيك ميموسا     |
| 18 سبتمبر 2011 | كادونا يونايتد  | 0-1 | النادي الإفريقي |

| الدور                | فريق 1          | النتيجة       | فريق 2          |
| -------------------- | --------------- | ------------- | --------------- |
| النصف النهائي - ذهاب | صن شاين ستارز   | 0 - 1         | النادي الإفريقي |
| النصف النهائي - إياب | النادي الإفريقي | 0 - 0         | صن شاين ستارز   |
| النهائي - ذهاب       | النادي الإفريقي | 1 - 0         | المغرب الفاسي   |
| النهائي - إياب       | المغرب الفاسي   | 1 - 0 (4 - 2) | النادي الإفريقي |

#### كأس الكونفيدرالية الأفريقية 2012
كأس الكونفيدرالية الأفريقية 2012 - الدور التمهيدي
| الدور                 | فريق 1          | النتيجة | فريق 2          |
| --------------------- | --------------- | ------- | --------------- |
| الدور التمهيدي - ذهاب | نادي سانت جورج  | 1 - 1   | النادي الإفريقي |
| الدور التمهيدي - إياب | النادي الإفريقي | 2 - 0   | نادي سانت جورج  |
| الدور التمهيدي - ذهاب | رويال ليوباردس  | 0 - 1   | النادي الإفريقي |
| الدور التمهيدي - إياب | النادي الإفريقي | 4 - 2   | رويال ليوباردس  |
| الدور التمهيدي - ذهاب | نادي دجوليبا    | 2 - 0   | النادي الإفريقي |
| الدور التمهيدي - إياب | النادي الإفريقي | 2 - 0   | نادي دجوليبا    |

#### كأس الكونفيدرالية الأفريقية 2015
كأس الكونفيدرالية الأفريقية 2015 - الدور التمهيدي
| الدور                 | فريق 1          | النتيجة       | فريق 2          |
| --------------------- | --------------- | ------------- | --------------- |
| الدور التمهيدي - ذهاب | النادي الإفريقي | المنافس إنسحب | نادي دولفينز    |
| الدور التمهيدي - إياب | نادي دولفينز    | المنافس إنسحب | النادي الإفريقي |
| الدور التمهيدي - ذهاب | أولمبيك الشلف   | 1 - 1         | النادي الإفريقي |
| الدور التمهيدي - إياب | النادي الإفريقي | 1 - 0         | أولمبيك الشلف   |
| الدور التمهيدي - ذهاب | النادي الأهلي   | 2 - 1         | النادي الإفريقي |
| الدور التمهيدي - إياب | النادي الإفريقي | 2 - 1         | النادي الأهلي   |

#### كأس الكونفيدرالية الأفريقية 2017
كأس الكونفيدرالية الأفريقية 2017 - النصف النهائي
| الدور                 | فريق 1                             | النتيجة       | فريق 2                             |
| --------------------- | ---------------------------------- | ------------- | ---------------------------------- |
| الدور التمهيدي - ذهاب | النادي الإفريقي                    | 9 - 1         | القوات المسلحة لجمهورية السيراليون |
| الدور التمهيدي - إياب | القوات المسلحة لجمهورية السيراليون | المنافس إنسحب | النادي الإفريقي                    |
| الدور التمهيدي - ذهاب | الجمعية الرياضية بورت لويس 2000    | 1 - 2         | النادي الإفريقي                    |
| الدور التمهيدي - إياب | النادي الإفريقي                    | 4 - 2         | الجمعية الرياضية بورت لويس 2000    |

| النادي            | نقاط | لعب | ربح | عدل | خسر | له | عليه | الفارق |
| ----------------- | ---- | --- | --- | --- | --- | -- | ---- | ------ |
| النادي الإفريقي   | 12   | 6   | 4   | 0   | 2   | 13 | 6    | +7     |
| الفتح الرباطي     | 9    | 6   | 3   | 0   | 3   | 9  | 8    | +1     |
| نادي كامبالا سيتي | 9    | 9   | 3   | 0   | 3   | 8  | 12   | -4     |
| ريفرز يونايتد     | 6    | 6   | 2   | 0   | 4   | 6  | 10   | -4     |

| 14 ماي 2017   | النادي الإفريقي   | 3-1 | ريفرز يونايتد     |
| 23 ماي 2017   | نادي كامبالا سيتي | 2-1 | النادي الإفريقي   |
| 2 جوان 2017   | الفتح الرباطي     | 2-1 | النادي الإفريقي   |
| 20 جوان 2017  | النادي الإفريقي   | 2-1 | الفتح الرباطي     |
| 2 جويلية 2017 | ريفرز يونايتد     | 0-2 | النادي الإفريقي   |
| 7 جويلية 2017 | النادي الإفريقي   | 4-0 | نادي كامبالا سيتي |

| الدور                | فريق 1             | النتيجة | فريق 2             |
| -------------------- | ------------------ | ------- | ------------------ |
| الربع النهائي - ذهاب | مولدية الجزائر     | 1 - 0   | النادي الإفريقي    |
| الربع النهائي - إياب | النادي الإفريقي    | 2 - 0   | مولدية الجزائر     |
| النصف النهائي - ذهاب | سوبر سبورت يونايتد | 1 - 1   | النادي الإفريقي    |
| النصف النهائي - إياب | النادي الإفريقي    | 1 - 3   | سوبر سبورت يونايتد |

#### كأس الكونفيدرالية الأفريقية 2018
كأس الكونفيدرالية الأفريقية 2018 - الدور التمهيدي
| الدور                 | فريق 1          | النتيجة | فريق 2          |
| --------------------- | --------------- | ------- | --------------- |
| الدور التمهيدي - ذهاب | نهضة بركان      | 3 - 1   | النادي الإفريقي |
| الدور التمهيدي - إياب | النادي الإفريقي | 0 - 1   | نهضة بركان      |

### كأس الاتحاد الأفريقي للأندية

#### كأس الاتحاد الأفريقي للأندية 2003
كأس الاتحاد الأفريقي للأندية 2003 - النصف النهائي
| الدور                | فريق 1                     | النتيجة | فريق 2                     |
| -------------------- | -------------------------- | ------- | -------------------------- |
| الدور الأول - ذهاب   | نادي أتلانتيك لأسماك القرش | 1 - 0   | النادي الإفريقي            |
| الدور الأول - إياب   | النادي الإفريقي            | 2 - 0   | نادي أتلانتيك لأسماك القرش |
| الثمن النهائي - ذهاب | نادي شبيبة أبيدجان         | 2 - 0   | النادي الإفريقي            |
| الثمن النهائي - إياب | النادي الإفريقي            | 6 - 0   | نادي شبيبة أبيدجان         |
| الربع النهائي - ذهاب | النادي الإفريقي            | 4 - 1   | نادي الجواهر الخضراء       |
| الربع النهائي - إياب | نادي الجواهر الخضراء       | 1 - 1   | النادي الإفريقي            |
| النصف النهائي - ذهاب | نادي القطن                 | 3 - 0   | النادي الإفريقي            |
| النصف النهائي - إياب | النادي الإفريقي            | 2 - 1   | نادي القطن                 |

### الكأس الأفروآسياوية للأندية

#### الكأس الأفروآسياوية للأندية 1992
الكأس الأفروآسيوية للأندية 1992 - البطل
| الدور          | فريق 1          | النتيجة | فريق 2          |
| -------------- | --------------- | ------- | --------------- |
| النهائي - ذهاب | النادي الإفريقي | 2 - 1   | نادي الهلال     |
| النهائي - إياب | نادي الهلال     | 2 - 2   | النادي الإفريقي |

## المشاركات المغاربية
| البطولة                                 | مشاركات | الألقاب | لعب | ربح | عدل | خسر | له | الألــــقـــاب             |
| --------------------------------------- | ------- | ------- | --- | --- | --- | --- | -- | -------------------------- |
| كأس شمال أفريقيا للأندية البطلة         | 3       | 11      | 4   | 6   | 1   | 14  | 8  | البطل (2008 و 2010)        |
| الكأس المغاربية للأندية الفائزة بالكؤوس | 3       | 6       | 5   | 1   | 0   | 10  | 2  | البطل (1974 - 1975 و 1976) |
| الكأس المغاربية للأندية الفائزة بالكؤوس | 4       | 8       | 3   | 2   | 3   | 7   | 6  | البطل (1971)               |
| المجموع                                 | 10      | 25      | 12  | 9   | 4   | 31  | 16 | 6 بـطـولات                 |

### كأس شمال أفريقيا للأندية البطلة

#### كأس شمال أفريقيا للأندية البطلة 2008
كأس شمال أفريقيا للأندية البطلة 2008 - البطل
| الدور                | فريق 1          | النتيجة     | فريق 2          |
| -------------------- | --------------- | ----------- | --------------- |
| النصف النهائي - ذهاب | النادي الإفريقي | 2 - 1       | الأهلي طرابلس   |
| النصف النهائي - إياب | الأهلي طرابلس   | 1 - 1       | النادي الإفريقي |
| النهائي - ذهاب       | النادي الإفريقي | 0 - 0       | الفتح الرباطي   |
| النهائي - إياب       | الفتح الرباطي   | 0 - 0 (1-3) | النادي الإفريقي |

#### كأس شمال أفريقيا للأندية البطلة 2010
كأس شمال أفريقيا للأندية البطلة 2010 - البطل
| الدور                | فريق 1          | النتيجة | فريق 2          |
| -------------------- | --------------- | ------- | --------------- |
| النصف النهائي - ذهاب | النادي الإفريقي | 0 - 0   | الوداد البيضاوي |
| النصف النهائي - إياب | الوداد البيضاوي | 0 - 3   | النادي الإفريقي |
| النهائي - ذهاب       | النادي الإفريقي | 2 - 0   | مولدية الجزائر  |
| النهائي - إياب       | مولدية الجزائر  | 1 - 1   | النادي الإفريقي |

#### كأس شمال أفريقيا للأندية البطلة 2015
كأس شمال أفريقيا للأندية البطلة 2015 - الثالث
| الدور    | فريق 1          | النتيجة | فريق 2            |
| -------- | --------------- | ------- | ----------------- |
| الجولة 1 | النادي الإفريقي | 3 - 1   | النادي الأهلي     |
| الجولة 2 | النادي الإفريقي | 0 - 2   | الرجاء البيضاوي   |
| الجولة 3 | النادي الإفريقي | 2 - 2   | النادي الإسماعيلي |

### الكأس المغاربية للأندية الفائزة بالكؤوس

#### الكأس المغاربية للأندية الفائزة بالكؤوس 1969
الكأس المغاربية للأندية الفائزة بالكؤوس 1969 - الثالث
| الدور         | فريق 1               | النتيجة | فريق 2               |
| ------------- | -------------------- | ------- | -------------------- |
| النصف النهائي | نادي النهضة السطاتية | 2 - 1   | النادي الإفريقي      |
| النهائي       | النادي الإفريقي      | 1 - 1   | نادي النهضة السطاتية |

#### الكأس المغاربية للأندية الفائزة بالكؤوس 1970
الكأس المغاربية للأندية الفائزة بالكؤوس 1970 - البطل
| الدور         | فريق 1          | النتيجة | فريق 2                   |
| ------------- | --------------- | ------- | ------------------------ |
| النصف النهائي | النادي الإفريقي | 1 - 0   | إتحاد الجزائر            |
| النهائي       | النادي الإفريقي | 2 - 0   | المستقبل الرياضي بالمرسى |

#### الكأس المغاربية للأندية الفائزة بالكؤوس 1971
الكأس المغاربية للأندية الفائزة بالكؤوس 1971 - الوصيف
| الدور         | فريق 1          | النتيجة | فريق 2          |
| ------------- | --------------- | ------- | --------------- |
| النصف النهائي | النادي الإفريقي | 1 - 0   | الفتح الرباطي   |
| النهائي       | مولدية الجزائر  | 1 - 0   | النادي الإفريقي |

#### الكأس المغاربية للأندية الفائزة بالكؤوس 1972
الكأس المغاربية للأندية الفائزة بالكؤوس 1972 - الوصيف
| الدور         | فريق 1          | النتيجة       | فريق 2          |
| ------------- | --------------- | ------------- | --------------- |
| النصف النهائي | النادي الإفريقي | 1 - 1 (3 - 1) | اتحاد عنابة     |
| النهائي       | شباب المحمدية   | 1 - 0         | النادي الإفريقي |

### الكأس المغاربية للأندية البطلة

#### الكأس المغاربية للأندية البطلة 1974
الكأس المغاربية للأندية البطلة 1974 - البطل
| الدور         | فريق 1          | النتيجة | فريق 2          |
| ------------- | --------------- | ------- | --------------- |
| النصف النهائي | النادي الإفريقي | 1 - 0   | النادي القنيطري |
| النهائي       | النادي الإفريقي | 2 - 0   | شبيبة القبائل   |

#### الكأس المغاربية للأندية البطلة 1975
الكأس المغاربية للأندية البطلة 1975 - البطل
| الدور         | فريق 1          | النتيجة | فريق 2        |
| ------------- | --------------- | ------- | ------------- |
| النصف النهائي | النادي الإفريقي | 3 - 1   | رائد القبة    |
| النهائي       | النادي الإفريقي | 2 - 0   | رجاء بني ملال |

#### الكأس المغاربية للأندية البطلة 1976
الكأس المغاربية للأندية البطلة 1976 - البطل
| الدور         | فريق 1          | النتيجة       | فريق 2                 |
| ------------- | --------------- | ------------- | ---------------------- |
| النصف النهائي | النادي الإفريقي | 2 - 1         | نادي المولودية الوجدية |
| النهائي       | النادي الإفريقي | 0 - 0 (4 - 2) | مولدية الجزائر         |

## المشاركات العربية
| البطولة                                               | مشاركات | الألقاب | لعب | ربح | عدل | خسر | له | الألــــقـــاب |
| ----------------------------------------------------- | ------- | ------- | --- | --- | --- | --- | -- | -------------- |
| دوري أبطال العرب                                      | 7       | 40      | 17  | 14  | 9   | 59  | 40 | البطل 1997     |
| البطولة العربية للأندية الفائزة بالكؤوس (بطولة منحلة) | 1       | 6       | 6   | 0   | 0   | 10  | 2  | البطل 1995     |
| المجموع                                               | 8       | 46      | 23  | 14  | 9   | 69  | 42 | بـطـولـتـان    |

### دوري أبطال العرب

#### دوري أبطال العرب 1988
دوري أبطال العرب 1988 - الوصيف
| النادي الإفريقي | 2-1 | الكوكب المراكشي |
| النادي الإفريقي | 1–1 | مولدية وهران    |
| النادي الإفريقي | 2–0 | نادي نواكشوط    |

المجموعة أ
| لعب             | ف | ت | خ | له | عليه | ف أ | نقاط |   |
| --------------- | - | - | - | -- | ---- | --- | ---- | - |
| النادي الأفريقي | 4 | 2 | 2 | 0  | 5    | 2   | +3   | 6 |
| فنجاء           | 4 | 2 | 1 | 1  | 4    | 2   | +2   | 5 |
| الرشيد          | 4 | 2 | 1 | 1  | 4    | 3   | +1   | 5 |
| نادي جبلة       | 4 | 1 | 1 | 2  | 3    | 6   | -3   | 3 |
| المريخ          | 4 | 0 | 1 | 3  | 3    | 6   | -3   | 1 |

| النادي الإفريقي | 2-1 | المريخ    |
| النادي الإفريقي | 2–0 | نادي جبلة |
| النادي الإفريقي | 1–1 | الرشيد    |
| النادي الإفريقي | 0–0 | فنجاء     |

| الدور       | فريق 1          | النتيجة       | فريق 2          |
| ----------- | --------------- | ------------- | --------------- |
| النصف نهائي | النادي الإفريقي |               |                 |
| الشباب      |                 |               |                 |
| النهائي     | الإتفاق         | 1 - 1 (4 - 2) | النادي الإفريقي |

## إحصائيات اللاعبين
| الأكثر مشاركة     | الأكثر مشاركة |
| اللاعب            | لعب           |
| ----------------- | ------------- |
| الصادق ساسي       | 416           |
| الهادي البياري    | 311           |
| كمال الشبلي       | 304           |
| وسام بن يحيى      | 277           |
| سمير السليمي      | 274           |
| سامي التواتي      | 273           |
| منصف خويني        | 270           |
| لطفي محايسي       | 267           |
| منصف صلاح الجديدي | 266           |
| الهدافين          |               |
| اللاعب            | أهداف         |
| الهادي البياري    | 127           |
| منصف خويني        | 115           |
| منصف صلاح الجديدي | 110           |
| سامي التواتي      | 97            |
| فوزي الرويسي      | 86            |
| حسان بعيو         | 76            |
| عادل السليمي      | 64            |
| خالد السليمي      | 54            |
| الطاهر الشايبي    | 53            |

### أبرز صفقات النادي
| وقع مع النادي |       |                  |             |                              |
| المرتبة       | السنة | اللاعب           | الصفقة      | أتى من                       |
| 1             | 2012  | عبد المؤمن جابو  | 2 000 €     | الوفاق سطيف                  |
| 2             | 2012  | كارل ماكس        | 1 670 000 € | نادي الدفاع الجديدي          |
| 3             | 2012  | ماهر حداد        | 1 500 000 € | النادي الرياضي الصفاقسي      |
| 4             | 2016  | صابر خليفة       | 1 000 €     | أولمبيك مارسيليا             |
| 5             | 2007  | فيكتور إيزيجي    | 700 000 €   | نادي دولفين                  |
| 6             | 2014  | إيزيكييل نداوسل  | 500 000 €   | تيريك غروزني                 |
| 7             | 2015  | إبراهيم الشنيحي  | 450 000 €   | مولدية شباب العلمة           |
| 8             | 2014  | ستيفان ناطر      | 400 000 €   | نادي سانت غالن               |
| _             | 2008  | إيزينوا أوتوروغو | 400 000 €   | إينيمبا                      |
| _             | 2011  | إيزيكييل نداوسل  | 400 000 €   | الإتحاد الرياضي لمدينة بليدة |

| فسخ عقد |       |                     |             |                       |
| المرتبة | السنة | اللاعب              | الصفقة      | إنتقل إلى             |
| 1       | 2017  | بسام الصرارفي       | 1 500 000 € | نادي نيس              |
| 2       | 2012  | إيزيكييل نداوسل     | 1 200 000 € | تيريك غروزني          |
| 3       | 2006  | درامان تراوري       | 1 000 €     | لوكوموتيف موسكو       |
| 4       | 2008  | وليد الهيشري        | 450 000 €   | ستارن رامونسكوي       |
| 5       | 2012  | ألكسيس إينام مندمو  | 400 000 €   | نادي الزمالك          |
| _       | 2011  | وسام بن يحيا        | 400 000 €   | مرسين إيدمانيوردو     |
| _       | 2010  | إيزينوا أوتوروغو    | 400 000 €   | أورلاندو بيراتس       |
| 6       | 2017  | نادر الغندري        | 317 000 €   | رويال أنتويرب         |
| 7       | 2014  | جودال دوسو          | 300 000 €   | نادي رد بول زالتسبورغ |
| 8       | 2017  | عبد القادر الوسلاتي | 211 000 €   | الفتح                 |

### الألقاب الفردية
| أفضل لاعب | أفضل هداف | أفضل حارس مرمى                                           |
| --- | --- | -------------------------------------------------------- |
| الكرة الذهبية التونسية (2) - يوسف المويهبي (2008) - زهير الذوادي (2010) أفضل لاعب كرة قدم تونسي (4) - أحمد الزيتوني (1971) - الهادي البياري (1979) - فوزي الرويسي (1990) - صابر خليفة (2015) أفضل رياضي تونسي في السنة (1) - عادل السليمي (1992) | هداف البطولة التونسية لكرة القدم (16) - شريف المثلوثي (15 هدف سنة 1947) - شريف المثلوثي (15 هدف سنة 1948) - منير القبايلي (11 هدف سنة 1949) - محمد صلاح الجديدي (17 هدف سنة 1965) - محمد صلاح الجديدي (17 هدف سنة 1969) - منصف الخويني (12 هدف سنة 1972) - الهادي البياري (14 هدف سنة 1980) - الحبيب القاسمي (16 هدف 1981) - الهادي البياري (17 هدف سنة 1983) - الهادي البياري (12 هدف سنة 1984) - فوزي الرويسي (18 هدف سنة 1990) - سامي التواتي (17 هدف سنة 1996) - نبيل الميساوي (9 أهداف سنة 2004) - وسام بن يحيى (10 أهداف سنة 2008) - عبد المؤمن جابو (8 أهداف سنة 2013) - صابر خيفة (15 هدف سنة 2015) أفضل هداف أفريقي (1) - فوزي الرويسي و عادل السليمي (6 أهداف سنة 1991) | أفضل حارس مرمى تونسي للقرن العشرين - الصادق ساسي «عتوقة» |

## النهائيات
يعرض هذا الجدول جميع المباريات النهائية للنادي الإفريقي بعد الاستقلال:
| سنة                                      | فريق 1                              | النتيجة                                   | فريق 2                           | بطل / وصيف |
| كأس تونس                                 |                                     |                                           |                                  |            |
| 1955-56                                  | الملعب التونسي                      | 3 - 1                                     | النادي الإفريقي                  | وصيف       |
| 1962-63                                  | النجم الرياضي الساحلي               | 0 - 0 (2 - 1)                             | النادي الإفريقي                  | وصيف       |
| 1964-65                                  | النادي الإفريقي                     | 0 - 0 (2 - 1)                             | المستقبل الرياضي بالمرسى         | بطل        |
| 1966-67                                  | النادي الإفريقي                     | 2 - 0                                     | النجم الرياضي الساحلي            | بطل        |
| 1967-68                                  | النادي الإفريقي                     | 3 - 2                                     | نادي سكك الحديد الصفاقسي         | بطل        |
| 1968-69                                  | النادي الإفريقي                     | 2 - 0                                     | الترجي الرياضي التونسي           | بطل        |
| 1969-70                                  | النادي الإفريقي                     | 0 - 0 (5 - 3)                             | المستقبل الرياضي بالمرسى         | بطل        |
| 1971-72                                  | النادي الإفريقي                     | 1 - 0                                     | الملعب التونسي                   | بطل        |
| 1972-73                                  | النادي الإفريقي                     | 1 - 0                                     | المستقبل الرياضي بالمرسى         | بطل        |
| 1973-74                                  | النجم الرياضي الساحلي               | 1 - 0                                     | النادي الإفريقي                  | وصيف       |
| 1975-76                                  | النادي الإفريقي                     | 1 - 1 (3 - 1)                             | الترجي الرياضي التونسي           | بطل        |
| 1979-80                                  | الترجي الرياضي التونسي              | 2 - 0                                     | النادي الإفريقي                  | وصيف       |
| 1981-82                                  | النادي الرياضي البنزرتي             | 1 - 0                                     | النادي الإفريقي                  | وصيف       |
| 1984-85                                  | النادي الرياضي لحمام الأنف          | 0 - 0 (3 - 2)                             | النادي الإفريقي                  | وصيف       |
| 1985-86                                  | الترجي الرياضي التونسي              | 0 - 0 (4 - 1)                             | النادي الإفريقي                  | وصيف       |
| 1987-88                                  | النادي الأولمبي للنقل               | 1 - 1 (5 - 4)                             | النادي الإفريقي                  | وصيف       |
| 1988-89                                  | الترجي الرياضي التونسي              | 2 - 0                                     | النادي الإفريقي                  | وصيف       |
| 1991-92                                  | النادي الإفريقي                     | 2 - 1                                     | الملعب التونسي                   | بطل        |
| 1997-98                                  | النادي الإفريقي                     | 1 - 1 (4 - 3)                             | الأولمبي الباجي                  | بطل        |
| 1998-99                                  | الترجي الرياضي التونسي              | 2 - 1                                     | النادي الإفريقي                  | وصيف       |
| 1999-00                                  | النادي الإفريقي                     | 0 - 0 (4 - 2)                             | النادي الرياضي الصفاقسي          | بطل        |
| 2005-06                                  | الترجي الرياضي التونسي              | 2 - 2 (5 - 4)                             | النادي الإفريقي                  | وصيف       |
| 2015-16                                  | الترجي الرياضي التونسي              | 2 - 0                                     | النادي الإفريقي                  | وصيف       |
| 2016-17                                  | النادي الإفريقي                     | 1 - 0                                     | الاتحاد الرياضي ببن قردان        | بطل        |
| 2017-18                                  | النادي الإفريقي                     | 4 - 1                                     | النجم الرياضي الساحلي            | بطل        |
| كأس السوبر التونسي                       |                                     |                                           |                                  |            |
| 1968                                     | النادي الإفريقي                     | 3 - 1                                     | نادي سكك الحديد الصفاقسي         | بطل        |
| 1970                                     | النادي الإفريقي                     | 1 - 0                                     | الترجي الرياضي التونسي           | بطل        |
| 1973                                     | النجم الرياضي الساحلي               | 5 - 2                                     | النادي الإفريقي                  | وصيف       |
| 1979                                     | النادي الإفريقي                     | 1 - 0                                     | الترجي الرياضي التونسي           | بطل        |
| كأس الكؤوس الأفريقية                     |                                     |                                           |                                  |            |
| 1990                                     | بي بي سي لاينز ( نيجيريا)           | ذهاب : 3 - 0 / إياب : 1 - 1               | النادي الإفريقي                  | بطل        |
| 1999                                     | نادي أفريقيا الرياضية ( ساحل العاج) | ذهاب : 1 - 0 / إياب : 1 - 1               | النادي الإفريقي                  | وصيف       |
| دوري أبطال أفريقيا                       |                                     |                                           |                                  |            |
| 1991                                     | النادي الإفريقي                     | ذهاب : 6 - 2 / إياب : 1 - 1               | نادي ناكيفوبو فيلا ( أوغندا)     | بطل        |
| كأس الكونفدرالية الأفريقية               |                                     |                                           |                                  |            |
| 2011                                     | النادي الإفريقي                     | ذهاب : 1 - 0 / إياب : 0 - 1 / (5 - 6 ر.ت) | المغرب الفاسي ( المغرب)          | وصيف       |
| كأس الآفرو الآسياوية                     |                                     |                                           |                                  |            |
| 1992                                     | النادي الإفريقي                     | ذهاب : 2 - 1 / إياب : 2 - 2               | الهلال ( السعودية)               | بطل        |
| دوري أبطال العرب                         |                                     |                                           |                                  |            |
| 1988                                     | الإتفاق ( السعودية)                 | 1 - 1                                     | النادي الإفريقي                  | بطل        |
| 1997                                     | النادي الإفريقي                     | 2 - 1                                     | الأهلي ( السعودية)               | بطل        |
| 2002                                     | الأهلي ( السعودية)                  | 1 - 0                                     | النادي الإفريقي                  | وصيف       |
| البطولة العربية للأندية الفائزة بالكؤوس  |                                     |                                           |                                  |            |
| 1995                                     | النادي الإفريقي                     | 1 - 0                                     | النجم الرياضي الساحلي ( تونس)    | بطل        |
| كأس شمال أفريقيا للأندية البطلة          |                                     |                                           |                                  |            |
| 1974                                     | شبيبة القبائل ( الجزائر)            | 0 - 2                                     | النادي الإفريقي                  | بطل        |
| 1975                                     | نادي الرجاء الملالي ( المغرب)       | 0 - 2                                     | النادي الإفريقي                  | بطل        |
| 1976                                     | النادي الإفريقي                     | 0 - 0 / (4 - 2 ر.ت)                       | نادي مولودية الجزائر ( الجزائر)  | بطل        |
| كأس شمال أفريقيا للأندية الفائزة بالكؤوس |                                     |                                           |                                  |            |
| 1970                                     | النادي الإفريقي                     | 2 - 0                                     | المستقبل الرياضي بالمرسى ( تونس) | بطل        |
| 1971                                     | نادي مولودية الجزائر ( الجزائر)     | 1 - 0                                     | النادي الإفريقي                  | بطل        |
| 1972                                     | نادي شباب المحمدية ( المغرب)        | 1 - 0                                     | النادي الإفريقي                  | بطل        |
| الكأس المغاربية للأندية البطلة           |                                     |                                           |                                  |            |
| 2008                                     | النادي الإفريقي                     | ذهاب : 0 - 0 / إياب : 0 - 0 (4 - 3 ر.ت)   | نادي الجيش الملكي ( المغرب)      | بطل        |
| 2010                                     | نادي مولودية الجزائر ( الجزائر)     | ذهاب : 0 - 2 / إياب : 1 - 1               | النادي الإفريقي                  | بطل        |

## إحصائيات أخرى
| أكبر فوز |
| --- |
| بطولة تونس - في الديار : (7 - 0) الأهلي الماطري (موسم 1963-1964) نادي المحيط القرقني (موسم 1982-1983) الاتحاد الرياضي المنستيري (موسم 1982-1983) أولمبيك الكاف (موسم 1995-1996) - خارج الديار : (7 - 0) النادي الأولمبي للنقل (موسم 1991-1992) كأس تونس - في الديار : (12 - 0) الوداد الرياضي بتونس (موسم 1950-1951) كأس الكونفدرالية الأفريقية - في الديار : (9 - 1) نادي القوات المسلحة (كأس الكونفدرالية 2017) دوري أبطال أفريقيا - خارج الديار : (0 - 5) الشبيبة الرياضية لساينت بيريوس (دوري أبطال أفريقيا 1997) |

| أكبر خسارة |
| --- |
| بطولة تونس - في الديار : (0-3 و 1-4) الترجي الرياضي التونسي (موسم 1971-1972) النجم الرياضي الساحلي (موسم 2002-2003) - خارج الديار : 4-0 الترجي الرياضي التونسي (موسم 1994-1995) الترجي الرياضي التونسي (موسم 1998-1999) الترجي الرياضي التونسي (موسم 1999-2000) كأس الكؤوس الأفريقية - في الديار : (0 - 1 و 1 - 2) نادي كايزر تشيفز (كأس الكؤوس الأفريقية 2001) نادي دجوليبا (دوري أبطال أفريقيا 2009) - خارج الديار : (1 - 5) نادي إنييمبا إنترناشونال (دوري أبطال أفريقيا 2008) |

| أرقام قياسية |
| --- |
| يملك النادي الإفريقي العديد من الأرقام القياسية في تونس وأفريقيا خلال تاريخه: - هو أول ناد تونسي يفوز بـدوري أبطال إفريقيا. - وهو يحمل الرقم القياسي لمعظم الكؤوس التونسية المتتالية: فاز الفريق في أربع نهائيات لعبت بين عامي 1967 و 1970 ، مما جعلهم النادي الوحيد للفوز بالمنافسة أربع مرات متتالية. - وهو أكثر أندية شمال إفريقيا نجاحاً في شمال أفريقيا حيث حصل على ستة ألقاب مغاربية، وثلاث بطولات الكأس المغاربية للأندية البطلة ، لقبي كأس شمال أفريقيا للأندية البطلة ، ولقب واحد الكأس المغاربية للأندية الفائزة بالكؤوس. - هو أول ناد تونسي يفوز بلقب دولي مع كأس الكؤوس المغاربية في 1971. - إنه النادي التونسي الأكثر تتويجا بـكأس السوبر التونسي بثلاثة ألقاب. - وهو يحتل المرتبة 17 في التصنيف العالمي مع أطول سباق خالي من الهزائم على أرضه، 56 مباراة بين 5 نوفمبر 2006 و 15 ديسمبر 2010 (44 فوز و 12 تعادلاً) |

نايك الترجي ب5